# エジンホロ旗
エジンホロ旗（エジンホロき、ᠡᠵᠢᠨ
 ᠬᠣᠷᠣᠭ᠎ᠠ
ᠬᠣᠰᠢᠭᠤ　転写：Ejin Qoroɣ-a qosiɣu）は、中華人民共和国内モンゴル自治区オルドス市に位置する旗。城鎮人口は郷村よりも少し多く、かつ漢人が多く居住する。
オルドス高原の東南、モウス砂漠（毛烏素砂漠）の東北部にあり、エジンホロ高原で名を知られる。チンギス・ハーンの陵墓があり、エジンホロはモンゴル語で「君主の聖地」を意味する。中国の経済開放後、多数の道路が建設されて交通運輸の中心となった。

## 行政区画
- バルガス（鎮）
  - アルタンシル・バルガス（阿勒騰席熱鎮）
  - ジャサク・バルガス（扎薩克鎮）
  - オラーンムレン・バルガス（烏蘭木倫鎮）
  - ナリーントホエ・バルガス（納林陶亥鎮）
  - ソブラグ・バルガス（蘇布爾嘎鎮）
  - ホンチン・ゴル・バルガス（紅慶河鎮）
  - エジンホロ・バルガス（伊金霍洛鎮）

## 名所
- チンギス・ハーン陵 - 実際の墓ではなく、チンギス・ハーンを祀っていたゲル（ナイマン・チャガン・ゲル）を固定施設に変更したもの。
- トホエイン・ジョー（陶亥召） - チベット仏教の寺。